# (5278) Polly
(5278) Polly es un asteroide perteneciente al cinturón de asteroides, descubierto el 12 de marzo de 1988 por Eleanor F. Helin desde el Observatorio del Monte Palomar, Estados Unidos.

## Designación y nombre
Designado provisionalmente como 1988 EJ1. Fue nombrado Polly en honor a "Polly" Blanton Brooks, texana, pasó su infancia en un rancho familiar en el que fue descubierto petróleo en el año 1926. Fue miembro del Nuevo Comité del Milenio de la Sociedad Planetaria, brindando apoyo e inspiración a muchos proyectos. Siendo una entusiasta defensora de la exploración espacial, ha fomentado la comunicación y la cooperación internacional a lo largo de los años.

## Características orbitales
Polly está situado a una distancia media del Sol de 2,218 ua, pudiendo alejarse hasta 2,407 ua y acercarse hasta 2,029 ua. Su excentricidad es 0,085 y la inclinación orbital 4,101 grados. Emplea 1206,80 días en completar una órbita alrededor del Sol.
El próximo acercamiento a la órbita terrestre se producirá el 24 de julio de 2118.

## Características físicas
La magnitud absoluta de Polly es 13,6. Tiene 4,443 km de diámetro y su albedo se estima en 0,356.